# Laurent Combalbert
Laurent Combalbert, né le 7 février 1971 à Toulouse, est négociateur, auteur, conférencier, formateur et chef d’entreprise.
Officier de police, il intègre le Raid en 1998, pour lequel il devient négociateur jusqu'en 2004. Il fonde avec le commandant Michel Marie la branche négociation de l'unité d'élite de la police nationale française et contribue à développer le métier de négociateur.
Il se reconvertit ensuite dans le conseil aux entreprises, et la négociation pour des groupes, en France et à l'étranger. Au cours de sa carrière, il intervient sur des sujets diplomatiques, commerciaux.
Il est auteur de plusieurs ouvrages relatifs à la gestion de crise, la négociation, l’anticipation des risques et le management des équipes. Depuis 2021, il rédige aussi des romans (thrillers) tirés de son parcours.
Une série américaine, Ransom, s’inspire de sa vie.

## Biographie

### Fondateur de la branche négociation du Raid
Laurent Combalbert naît à Toulouse en 1971. Après une maîtrise en droit et criminologie à l'université Toulouse-Capitole, Laurent Combalbert rejoint les bancs de Sciences Po Toulouse (alors IEP Toulouse) pour une maîtrise de sciences politiques, avant d'intégrer l’École nationale supérieure des officiers de police de Cannes Écluses.
À partir de 1995, il exerce des fonctions de commandement au sein des CRS et participe à la constitution des Sections de Protection et d'Intervention de la CRS 8. Moins de trois ans après, il est recruté par Michel Marie, premier négociateur du Raid.
Laurent Combalbert intègre le Raid en 1998,. Michel Marie lui propose de monter la première équipe de négociateurs. Il est affecté à la cellule de gestion des crises.
Au sein du Raid, Laurent Combalbert se rend compte que la négociation n’est alors pas théorisée en France. Il part donc se former à l'étranger.
Il débute par une formation à Scotland Yard à Londres (Royaume-Uni). En 2000, Laurent Combalbert se spécialise et part aux États-Unis pour suivre la formation "Crisis Negotiator" au sein de l'Académie du FBI de Quantico, en Virginie, où il obtient un diplôme de négociateur de crise,. 
Laurent Combalbert devient l'un des négociateurs du Raid de 1998 à 2004. Il intervient dans la libération d’otages, les kidnappings, la reddition de forcenés et négocie avec des rebelles et des criminels de toutes sortes. En 2001, il intervient lors de la prise d'otage et la tentative d'évasion à la prison de Fresnes.
En 2001, Laurent Combalbert décide d’enseigner la négociation aux médecins, ce qui devient l’une de ses spécialités. Par ailleurs, avec son épouse Stéphanie Furtos, qui travaille dans un grand groupe pharmaceutique suisse avant de le rejoindre au sein de TTA, ils écrivent « Non merci, Dr ».
Après six ans passés au Raid, il quitte l'unité d'élite de la police française en 2004 pour se réorienter dans le privé.
En 2003, il est détaché et intègre pendant un an Civipol Conseil, société de conseil du ministère de l'Intérieur. Il parcourt le monde pour former des négociateurs, accompagne les groupes français dans le cadre de leur développement en zone à risques et les aide à s'installer,.

### La négociation appliquée aux entreprises
En septembre 2004, il devient directeur associé chez Geos, un groupe international de gestion des risques spécialisé dans la négociation.
Il conseille aussi les comités de direction et les institutions dans le recrutement de leurs équipes et la mise en œuvre de politique de prévention des risques. Il intervient notamment en 2008 dans le Golfe d’Aden pour le compte d'une compagnie d'assurances.
En juin 2009 Laurent Combalbert quitte le groupe pour créer sa société de conseil Ulysceo,,.

### L'Agence des Négociateurs
En avril 2013, Laurent Combalbert s'associe avec Marwan Mery. Ils fondent et dirigent l'Agence des négociateurs, ADN Group. ADN intervient dans les cas de kidnapping, prises d’otages, comportements suicidaires, extorsions, grèves de la faim, rançons et ransomware, négociations commerciales, diplomatiques ou thérapeutiques, plans sociaux, séquestrations, conflits communautaires, arbitrages, fusions-acquisitions.
ADN assure aussi des formations à la négociation aux managers, DRH, chefs d'entreprise, représentants syndicaux, médecins, et d’autres professionnels en France et à l’étranger. 
En 2018, Laurent Combalbert crée ADN Kids, qui forme gratuitement les enfants dans les écoles pour lutter contre la violence et le harcèlement, et leur apprendre à résoudre les conflits sans violence,.
Finalement, Laurent Combalbert quitte ADN et fonde TTA, une société de conseil en gestion de crise et organisme de formation et de conférences.

### The Trusted Agency
En 2020, Laurent Combalbert quitte la présidence d’ADN pour créer « TTA – The Trusted Agency, l’agence de Confiance(s) ». Au sein de The Trusted Agency, il forme des dirigeants d’entreprises, médecins, acheteurs, commerciaux, à la négociation.

## Culture
Laurent Combalbert rencontre en 2014 la productrice Valérie Pechels qui imagine une série. En 2016, la chaîne américaine CBS commande une série, Ransom, sur les deux fondateurs d'ADN, qui participent à sa réalisation en tant que conseillers techniques. Ils apparaissent dans la saison 2.
En 2019, l’agence de presse française CAPA produit la première série documentaire « Les négociateurs », dans laquelle Laurent Combalbert et Marwan Mery livrent un décryptage et une analyse des plus grandes prises d’otages contemporaines.

## Auteur
De 2005 à 2020, Laurent Combalbert rédige divers ouvrages sur la négociation, la confiance, les conflits et le leadership.
À partir de 2021, Laurent Combalbert débute la rédaction de romans (thrillers) et publie Négo aux éditions Calmann-Lévy,, inspiré de sa vie. Négo est aussi adapté en podcast.
En 2023, paraît L’Organisation, son deuxième polar. Alors que le héros, négociateur, pense conseiller le ministre de l’Écologie dans une transaction, il se retrouve impliqué dans un vaste complot international destiné à créer le chaos, notamment en France.

### Publications
- 2005 : Le management des situations de crise, ESF éditeurs
- 2006 : Négociation de crise et communication d'influence, ESF
- 2007 : Guide de survie du manager, Dunod[3]
- 2008 : Entreprises : halte aux prédateurs, Dunod[3]
- 2009 : Le négociateur, Presses de la Cité[3],[31]
- 2010 : Le leadership de l’incertitude, avec Éric Delbecque, Vuibert[3]
- 2011 : Constituer une équipe efficace, avec Éric Delbecque, ESF
- 2012 : La gestion de crise avec Eric Delbecque, PUF
- 2012 : Négocier en situations complexes, ESF
- 2013 : Manuel de négociation complexe avec Marwan Mery, Eyrolles
- 2013 : Devenez meilleur négociateur que vos enfants, ESF
- 2014 : Devenez meilleur négociateur que votre (ex) conjoint ! De la séduction à la séparation, tout est négociation !, ESF
- 2015 : Comment neutraliser les profils complexes avec Marwan Mery, Eyrolles[32]
- 2015 : Le spectacle de la peur, avec Eric Delbecque, Jacques Marie Laffont, Les Presses du Management
- 2016 : Les cinq leviers de la confiance, avec Marwan Mery, Eyrolles
- 2017 : Dans la peau de deux négociateurs d'élite, avec Marwan Mery, Eyrolles
- 2018 : Négocier dans son couple (sans en avoir l'air) : Tous les conseils d'un pro de la négo, avec Jean-Louis Cornalba, ESF
- 2018 : Le management des situations de crise : anticiper les risques et gérer les crises, ESF
- 2018 : La gestion de crise, avec Eric Delbecque, PUF
- 2019 : Négociator, la référence de toutes les négociations, avec Marwan Mery, Dunod[33]
- 2019 : Rise ! Tout dépend de vous, avec Marwan Mery, Dunod
- 2020 : Non merci Docteur, avec Marwan Mery et Stéphanie Furtos, Dunod
- 2021 : Négo, thriller, Calmann-Lévy
- 2023 : L'Organisation, Calmann-Lévy